# 인랜드 엠파이어 (영화)
인랜드 엠파이어(Inland Empire)는 2006년 개봉한 미국의 영화이다.

## 줄거리

### 프롤로그
지직거리는 레코드판은 "역사상 가장 오래된 라디오 드라마인 '악손 N'"이 "오래된 호텔의 회색 겨울날"로 바뀌고 있다고 알린다. 호텔 방에서 폴란드인 젊은 매춘부인 길 잃은 소녀는 손님과 불쾌한 만남을 가진다. 그녀의 얼굴은 흐릿하게 처리된다. 만남 후 그녀의 얼굴은 선명해진다. 그녀는 텔레비전을 켜고 채널 서핑을 한다. 그녀는 한 늙은 동유럽 여인이 저택으로 다가가는 것을 보지만, 채널을 돌려 '의인화된 토끼들' 가족에 대한 텔레비전 쇼를 본다. 그녀는 울기 시작한다.

### 내러티브
로스앤젤레스에서 여배우 니키 그레이스는 두 사람이 불륜을 저지르는 로맨스 드라마 영화인 《푸른 내일의 높은 곳에서》의 주연 역할 오디션 결과를 기다리고 있다. 텔레비전 화면에 나오던 노파가 그녀의 저택을 방문한다. 그녀는 니키에게 영화에 대해 묻고 "오래된 이야기"를 들려준다: 한 소년이 문을 통해 세상으로 들어왔고, 그로 인해 그를 뒤따르는 악을 낳는 반사가 생겼다. 그리고 그녀는 변형된 이야기를 들려준다: 한 소녀가 시장에서 "반쯤 태어난 것처럼" 길을 잃었으며, 시장 뒤편 골목이 궁전으로 가는 길이었다. 그 여인은 니키가 그 역할을 맡게 될 것이라고 확신하며, 니키의 반대 주장에도 불구하고 줄거리에 살인이 포함되어 있다고 주장한다.
다음 날, 니키는 자신이 그 역할을 맡게 되었다는 것을 알게 된다. 그녀는 친구들과 축하하고, 그녀의 폴란드인 남편 피오트렉은 멀리서 지켜본다. 남자 주인공을 연기하는 데본은 니키와 잠자리를 같이 하지 말라고 경고받는다. 그가 촬영장에서 바람을 피운 전력이 있기 때문이다. 피오트렉은 데본에게 "잘못된 행동"에 대한 "어두운 결과"를 경고한다.
첫 리허설 도중, 배우들은 촬영장에서의 소동으로 인해 방해를 받는다. 데본이 조사하지만 아무것도 찾지 못한다. 흔들린 감독은 자신이 저주받았다고 여겨지는 폴란드 민속 설화를 바탕으로 한 미완성 독일 영화 《47》의 리메이크를 촬영하고 있다고 고백한다. 두 주연 배우가 "이야기 속에서" 살해된 채 발견된 후 제작이 중단되었다.
각각 수와 빌리라는 캐릭터 간의 첫 로맨틱 장면을 촬영한 후, 니키는 영화 대본과 현실을 구별하는 데 어려움을 겪기 시작한다. 대본처럼 니키는 데본과 로맨틱한 불륜을 시작한다. 그들이 사랑을 나눌 때, 그녀는 그것을 대본과 비교한다.
니키는 골목으로 걸어가 "악손 N"이라고 이름 붙여진 문으로 들어간다. 그 문은 《푸른 내일의 높은 곳에서》 세트로 이어지지만, 그녀를 과거로도 데려간다. 니키는 자신이 첫 리허설 때 데본이 조사했던 소동의 원인이었음을 깨닫는다. 그녀는 도망쳐 소품으로 들어가는데, 그 소품은 실제 집으로 변한다. 집 안에서 니키는 남편이 잠자리에 드는 것을 본다. 그녀는 옷장에 숨는데, 그 옷장은 그녀를 매춘부 일행이 사는 거실로 이동시킨다.

### 의식의 흐름
이 시점에서 서술은 다양한 줄거리와 장면으로 분해되며, 시간 순서와 캐릭터 간의 구분이 불분명해진다.
- 니키는 할리우드 대로에서 손님을 유인하는 매춘부들을 만나 "나는 창녀다"라고 선언한다.
- 한 여인이 경찰에게 자신이 살인을 위해 최면을 당했다고 말하며, 배에 드라이버로 찔렸다고 밝힌다.
- 1930년대 폴란드 우치에서 매춘부들이 포주들과 교류한다.
- 니키는 "스미시" (피오트렉과 같은 배우가 연기)라는 남편과 신체적으로 학대받는 결혼 생활을 하고 있다. 그들은 남부 캘리포니아의 인랜드엠파이어에 위치한 것으로 추정되는 노동자 계급의 집에서 살고 있으며, 폴란드 남자들이 주기적으로 방문한다.
- 영화에서 수는 빌리의 가족 앞에서 빌리와 대면하며 자신의 사랑을 고백한다. 빌리의 아내 도리스 (드라이버를 든 여인과 같은 여배우가 연기)는 수를 반복적으로 때린다.
- 나이트클럽 위의 방에서 니키/수는 경찰에게 자신이 어릴 적 성추행을 당했고, 남편이 폴란드에서 온 순회 서커스에 사냥 관리인으로 합류했다고 말한다. 그녀는 또한 서커스에서 일하다가 사라진 최면술사 팬텀에 대해 이야기한다.
- 드라이버를 든 여인은 팬텀이 자신에게 최면을 걸어 수를 죽이게 했다는 것을 기억한다.

팬텀에게 쫓기는 느낌을 받은 니키/수는 드라이버로 무장한다. 그녀는 할리우드 대로에서 자신과 도리스를 모두 보고, 나이트클럽 위에서 경찰을 만난다. 그녀가 떠나자 도리스는 자신의 드라이버로 그녀를 찌른다. 니키/수는 세 명의 노숙자 옆 버스 정류장에서 쓰러진다. 한 노숙자 여인은 친구 니코와 애완 원숭이에 대한 온갖 이상한 이야기를 한다. 다른 노숙자는 수가 죽을 때까지 수의 얼굴 앞에서 라이터를 든다. 크레인 샷은 니키가 영화의 마지막 장면을 촬영하고 있음을 보여준다.

### 클라이맥스
멍한 상태로 니키는 세트장을 벗어나 근처 영화관으로 들어간다. 그곳에서 그녀는 《푸른 내일의 높은 곳에서》뿐만 아니라 실시간으로 일어나는 사건들을 본다. 그녀는 한 남자를 따라 위층으로 올라가 "악손 N"이라고 표시된 아파트로 들어간다. 팬텀과 마주한 니키는 그를 쏜다. 팬텀은 죽기 전에 니키의 얼굴을 닮은 기괴한 모습으로 변한다. 니키는 텔레비전 속 토끼들이 있는 47번 방으로 도망치지만, 그들을 보지 못하고 길 잃은 소녀를 만난다. 두 여자는 키스하고 포옹하며, 니키는 사라진다. 길 잃은 소녀는 호텔에서 스미시의 집으로 탈출하여 남편과 아들을 행복하게 포옹한다. 니키는 자신의 저택으로 돌아와 있다.
영화는 매춘부 일행, 이전에 언급된 한쪽 다리 없는 여자, 니코와 그녀의 애완 원숭이, 그리고 다른 사람들과 함께하는 축하 행사로 끝난다. 여자들은 니나 시몬의 "신너맨"에 맞춰 춤을 추고, 나무꾼은 통나무를 톱질한다.

## 출연

### 주연
- 로라 던
- 제레미 아이언스
- 저스틴 서룩스
- 줄리아 오몬드

### 조연
- 캐롤리나 그루즈카
- 잔 헨즈
- 크시슈토프 마이흐샤크
- 그레이스 자브리스키
- 이안 아베크롬비
- 카렌 베어드
- 벨린너 로건
- 아만다 포먼
- 피터 J. 루카스
- 해리 딘 스탠튼
- 카메론 대드도
- 제리 스탈
- 닐 딕슨
- 다이안 래드
- 제레미 엘터
- 윌리암 H. 머시
- 제이슨 웨인버그
- 헤이디 비벤스
- 랜디 존슨
- 줄리아 오몬드
- 스콧 앤드류 레슬러
- 에밀리 스토플
- 조던 래드
- 크리스튼 커
- 테린 웨스트브룩
- 캣 터너
- 미쉘 르니아
- 에릭 크래리
- 미카일라 아셍
- 스탠리 카멜
- 마렉 지도위즈
- 카지미에즈 스왈라
- 자누스 헷맨
- 미셀 스토포스키
- 마르신 브조조스키
- 스콧 엘터
- 알렉시 유리시
- 메리 스틴버겐
- 리온 니엠직
- 스젯 벨로인
- 게일 그레이브스
- 조셉 L. 아트루다
- 나에
- 테리 크루즈
- 크리스 케인
- 브랜던 라인하트
- 마스이미 맥스
- 도미니크 밴든버그
- 키스 캬발
- 애슐리 캘로웨이
- 어린 딕커슨
- 나스타샤 킨스키
- 로라 해링
- 스콧 코페이
- 나오미 왓츠
- 로런 도버스파이크

## 기타
- 프로듀서: 루카스 드지에시올
- 프로듀서: 에바 푸즈진스카
- 공동제작: 제레미 엘터
- 공동제작: 로라 던
- 공동제작: 자누스 헷맨
- 공동제작: 미셀 스토포스키
- 공동제작: 카지미에즈 스왈라
- 라인프로듀서: 피오트르 드지에시올
- 협력프로듀서: 제이 아셍
- 협력프로듀서: 에릭 크래리
- 협력프로듀서: 사브리나 S. 서덜랜드
- 세트: 멜라니 레인
- 의상: 카렌 베어드
- 의상: 헤이디 비벤스
- 배역: 조한나 레이